# Generalna Rada Zborów Bożych w USA
Generalna Rada Zborów Bożych w USA (ang. Assemblies of God USA) – chrześcijański wolny kościół protestancki o charakterze ewangelikalnym nurtu zielonoświątkowego działający w USA, wchodzący w skład Światowej Wspólnoty Zborów Bożych. Zbory Boże w USA liczą ok. 3,3 mln wiernych, zrzeszonych w blisko 13 tys. zborach.

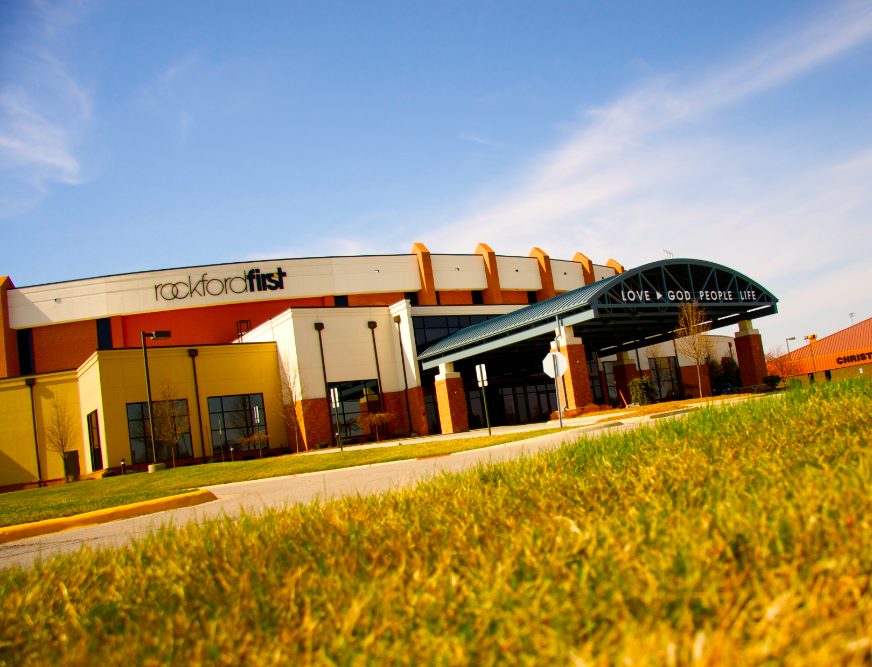
Megakościół Zborów Bożych w Rockford (Illinois).

Rada Generalna USA obejmuje ponad 35 000 pastorów i przywódców duchowych, w tym ponad 2700 misjonarzy działających w 248 krajach, terytoriach i prowincjach świata.
Według danych z 2014 roku 58,7% wiernych stanowili Biali, 21,7% to Latynosi, 9,6% to Czarni, 4,4% stanowili Azjaci, Hawajczycy i pochodzący z innych wysp Pacyfiku, 1,5% to Rdzenni Amerykanie i 4% to przedstawiciele innych ras lub osoby mieszanego pochodzenia.
W 2016 roku Zbory Boże posiadały w USA 91 megakościołów, przy czym największy – Phoenix First Assembly of God, średnio gromadził na niedzielnym nabożeństwie 44,7 tys. osób. 